# Exército dos Revolucionários
O Exército dos Revolucionários (árabe: جيش الثوار‎‎, Jaysh al-Thuwar) é uma organização armada multi-étnica, ligada à Oposição Síria, que está aliadas às forças curdas das Unidades de Proteção Popular, e participa na Guerra Civil Síria como membro das Forças Democráticas Sírias.

## História
Estabelecida em maio de 2015, por membros de diversos grupos que tinham estado integrados no Exército Livre da Síria como a Frente Revolucionária Síria, com presença em diversas zonas da Síria em Alepo, Hama, Idlib e Latakia.
Um grupo que une árabes, curdos e turcomenos, a organização tem como principal objectivo combater o Estado Islâmico, e, apesar de se considerar como membro da Oposição Síria, desde de cedo, se aliou às forças curdas, e, assim, entrando em conflito com a Turquia e grupos rebeldes islamistas.
Com mais de 3,000 efetivos, o grupo foi um dos fundadores das Forças Democráticas Sírias, integrando-se, cada vez mais, nas batalhas das forças curdas contra o Estado Islâmico e outros grupos rebeldes islamistas.